# La Providencia, La Piedad
La Providencia är en ort i Mexiko.   Den ligger i kommunen La Piedad och delstaten Michoacán de Ocampo, i den centrala delen av landet, 300 km väster om huvudstaden Mexico City. La Providencia ligger 1 715 meter över havet och antalet invånare är 123.
Terrängen runt La Providencia är platt åt sydost, men åt nordväst är den kuperad. Runt La Providencia är det ganska glesbefolkat, med 28 invånare per kvadratkilometer. Närmaste större samhälle är La Piedad Cavadas, 14,6 km nordost om La Providencia. I omgivningarna runt La Providencia växer huvudsakligen savannskog.